# Euthalia philippensis
Euthalia philippensis är en fjärilsart som beskrevs av Hans Fruhstorfer 1899. Euthalia philippensis ingår i släktet Euthalia och familjen praktfjärilar. Inga underarter finns listade i Catalogue of Life.